# Rostros de bebé

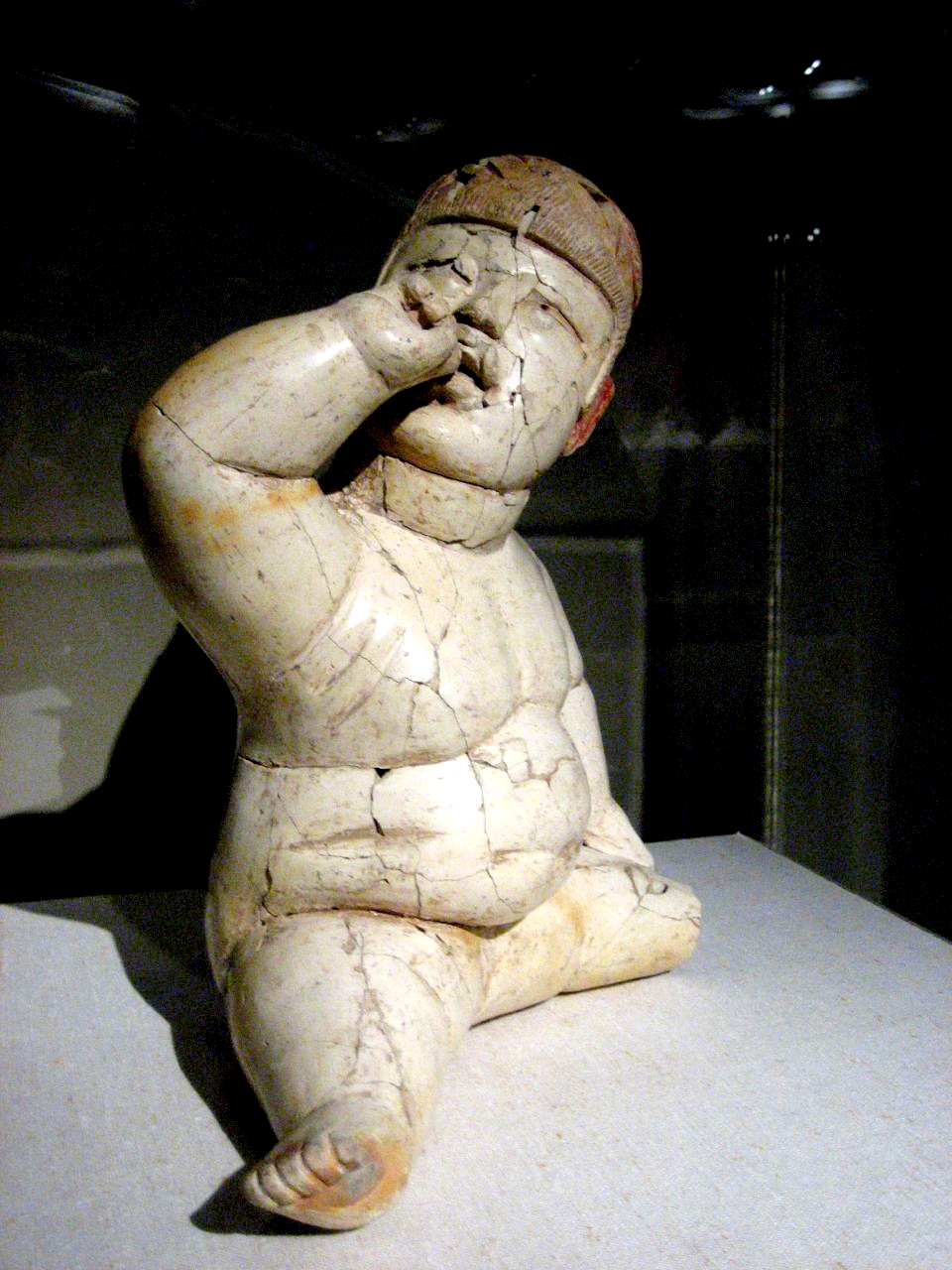
Figura olmeca de la serie de rostros de bebé característicos, encontrada en Las Bocas en Izúcar, Puebla.

Los rostros de bebé, caras de niño o baby face son uno de los elementos característicos del arte olmeca. Son pequeñas esculturas de cerámica, generalmente de 25 a 35 cm, brillantes, de color blanco o con engobe de color crema, con cara de niño y la cabeza grande, deforme, con una forma denominada peripoidal por su parecido (lejano) con una pera. También tienen los ojos almendrados, muy estrechos, las extremidades cortas y gruesas, y todas son diferentes. Los personajes están desnudos y recuerdan a bebés sentados o gateando.
Una conocida escultura olmeca llamada Señor de Las Limas ha sido erróneamente llamada baby face o cara de niño, aunque se trata de un hombre sentado con un niño jaguar en los brazos. Una creencia dice que los rostros de bebé son niños nacidos de la unión de una mujer con un jaguar.
Los rostros de bebé se han encontrado en sitios olmecas de un amplio territorio, desde el centro de México hasta el sudeste de Veracruz.